# Heimenkirch
Heimenkirch er en købstad (Markt) i Landkreis Lindau, i Regierungsbezirk Schwaben, i den tyske delstat Bayern.

## Geografi
Heimenkirch ligger i Westallgäu.
I kommunen ligger ud over Heimenkirch landsbyerne Aspach, Berg, Biesenberg, Dreiheiligen, Engenberg, Geigersthal, Hofs, Kappen, Mapprechts, Meckatz, Menzen, Mothen, Oberhäuser, Ober- og Unterried, Riedhirsch, Syrgenstein, Wolfertshofen og Zwiesele.

## Historie
Navnet Heimenkirch menes at stamme fra en germansk fyrste ved navn Heimo. Kommunen hørte tidligere til Østrig og var en del af det østrigske Bregenz-Hohenegg. Efter Freden i Pressburg (1805) blev kommunen en del af Bayern.